# Катр-Септамбр (станция метро)
Катр-Септамбр (фр. Quatre-Septembre) — станция линии 3 Парижского метрополитена, расположенная во II округе Парижа. Названа по одноимённой улице (фр. Rue du Quatre-Septembre), получившей своё имя в честь даты провозглашения Третьей Французской республики. Помимо "Катр-Септамбр", к Третьей республике имеют отношения названия ещё двух станций на линии 3 — Репюблик и Гамбетта. 

## История
- Станция открылась 3 ноября 1904 года на действующем перегоне Бурс — Гавр — Комартен.
- В 2016 году в ходе первоапрельской акции станция была переименована на один день в "Премьер-Аврель"[2]. По замыслу организаторов акции, первоапрельское название является игрой слов: 4 сентября — ключевая дата для создания Третьей Французской республики, а 1 апреля — для всех юмористов мира.
- Пассажиропоток по станции по входу в 2011 году, по данным RATP, составил 1 751 431 человек[3]. В 2013 году этот показатель незначительно вырос и составил 1 758 632 пассажиров (264 место по уровню входного пассажиропотока в Парижском метро)[4]

## Галерея
- Лестничный сход
- Состав модели MF 67 на станции